# Rhytida meesoni
Rhytida meesoni är en snäckart. Rhytida meesoni ingår i släktet Rhytida och familjen Rhytididae.

## Underarter
Arten delas in i följande underarter:
- R. m. meesoni
- R. m. perampla